# Tangara montagnard
Buthraupis montana
Pour les articles homonymes, voir Tangara montagnard (homonymie) et Tangara à dos bleu.
Genre
Espèce
Statut de conservation UICN

 LC  : Préoccupation mineure

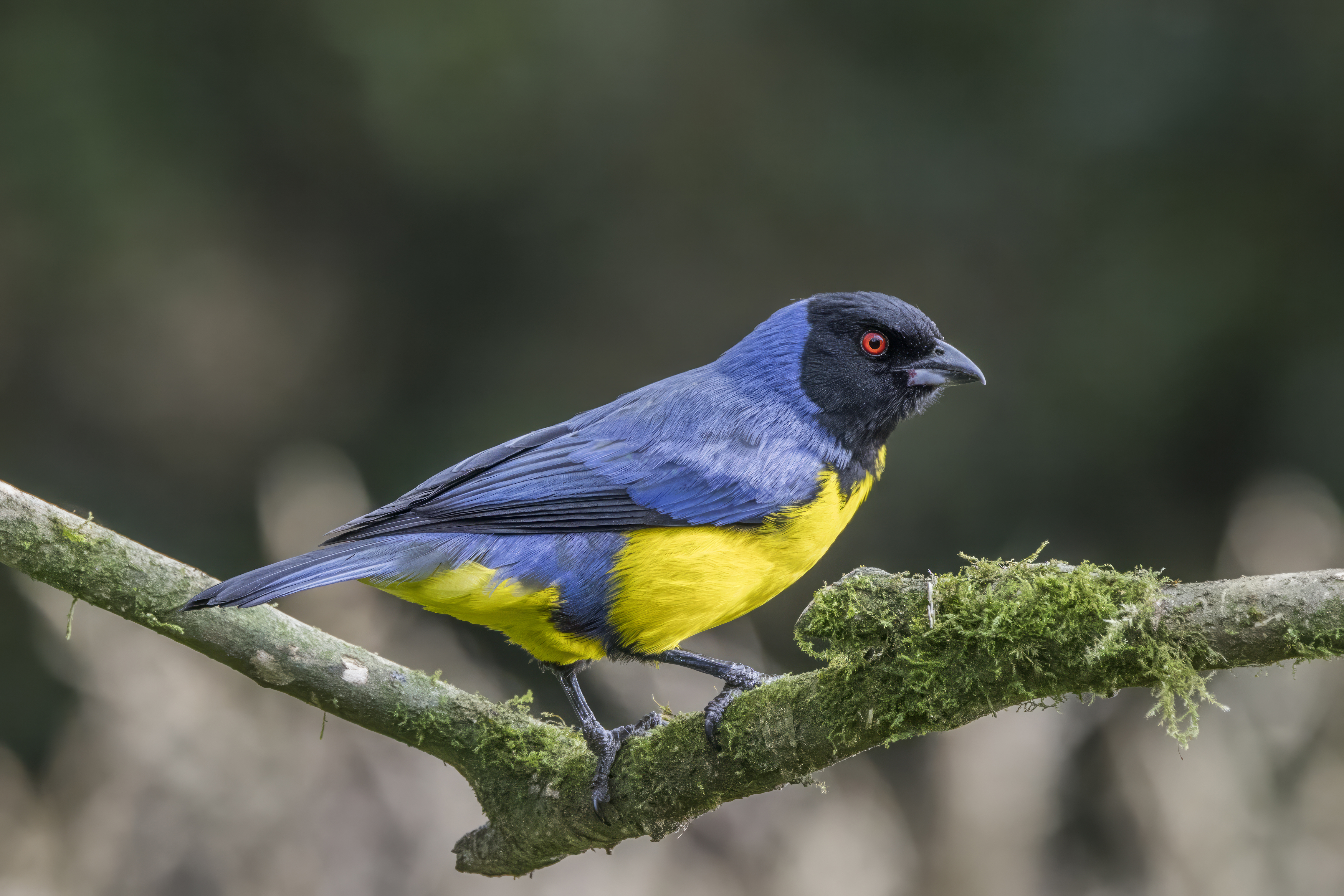
Tangara montagnard vers Manizales en Colombie. Aout 2023.

Le Tangara montagnard (Buthraupis montana) est une espèce de petits passereaux de la famille des Thraupidae. 
Il est parfois appelé Tangara à dos bleu.

## Répartition
Son aire de répartition s'étend sur le Venezuela, la Colombie, Équateur, le Pérou et la Bolivie.

## Sous-espèces
D'après Alan P. Peterson, il existe les six sous-espèces suivantes :
- Buthraupis montana cucullata (Jardine & Selby, 1842) ;
- Buthraupis montana cyanonota Berlepsch & Stolzmann, 1896 ;
- Buthraupis montana gigas (Bonaparte, 1851) ;
- Buthraupis montana montana (d'Orbigny & Lafresnaye, 1837) ;
- Buthraupis montana saturata Berlepsch & Stolzmann, 1906 ;
- Buthraupis montana venezuelana Aveledo & Perez, 1989.